# بهره وری انرژی در حمل و نقل
بهره وری انرژی در حمل و نقل عبارت از مسافت مفید طی شده مسافران، کالاها یا هر نوع بار، تقسیم بر کل انرژی ورودی به وسیله رانش حمل و نقل می‌باشد. انرژی ورودی بسته به نوع پیشرانه ممکن است در چندین نوع مختلف ارائه شود و معمولاً چنین انرژی در سوخت‌های مایع، انرژی الکتریکی یا انرژی غذایی ارائه می‌شود. بهره وری انرژی گاهی اوقات به عنوان شدت انرژی نیز شناخته می‌شود. معکوس بازده انرژی در حمل و نقل، مصرف انرژی در حمل و نقل است.
بهره وری انرژی در حمل و نقل اغلب بر حسب میزان مصرف سوخت توصیف می‌شود و معکوس مصرف سوخت، همان بازدهی سوخت است. اگرچه مصرف سوخت مرتبط با نیروی رانش وسیله‌ای است که از سوخت مایع استفاده می‌کند، اما بهره‌وری انرژی برای هر نوع پیشرانه‌ای قابل اطلاق است. برای جلوگیری از اشتباه و برای اینکه بتوان بازده انرژی را در هر نوع وسیله نقلیه ای مقایسه کرد، کارشناسان تمایل دارند انرژی را در سیستم بین‌المللی یکاها، یعنی بر حسب ژول اندازه‌گیری و بیان کنند.
بنابراین، در سیستم بین‌المللی یکاها، بازده انرژی در حمل و نقل بر حسب متر بر ژول (m/J) اندازه‌گیری می‌شود، در حالی که مصرف انرژی در حمل و نقل بر حسب ژول بر متر (J/m) اندازه‌گیری می‌شود. هر چه وسیله نقلیه کارآمدتر یا بازده آن بیشتر باشد، متراژ فاصله بیشتری را با یک ژول مصرف انرژی می‌پیماید یا از انرژی کمتری بر حسب ژول (مصرف کمتر)، برای حرکت بیش از یک متر استفاده می‌کند. بهره وری انرژی در حمل و نقل، تا حد زیادی بستگی به نوع وسایل حمل و نقل دارد. در انواع مختلف حمل و نقل، مصرف انرژی از حدود صد کیلوژول در هر کیلومتر (کیلوژول در کیلومتر) برای یک دوچرخه، تا ده‌ها مگاژول در هر کیلومتر (MJ/km) برای یک بالگرد متغیر است.
علاوه بر نوع سوخت مصرفی و میزان مصرف آن، بهره وری انرژی به هزینه عملیاتی ($/km) و میزان انتشار گازهای آلاینده (به عنوان مثال CO2/km) مرتبط است.

## واحدهای اندازه‌گیری
در سیستم بین‌المللی یکاها، بازده انرژی در حمل و نقل بر حسب متر بر ژول یا m/J اندازه‌گیری می‌شود. با این وجود، بسته به واحد فاصله و واحد انرژی، چندین تبدیل مختلف قابل ذکر است. برای سوخت‌های مایع، معمولاً مقدار انرژی ورودی بر حسب حجم مایع سوخت، مانند لیتر یا گالن اندازه‌گیری می‌شود. برای نیروی محرکه ای که با برق کار می‌کند، معمولاً از کیلووات ساعت استفاده می‌شود، در حالی که برای هر نوع وسیله نقلیه با نیروی انسانی، انرژی ورودی بر حسب کالری اندازه‌گیری می‌شود. تبدیل بین انواع مختلف انرژی و واحدها معمول است.
برای حمل و نقل مسافری، کارایی انرژی معمولاً بر حسب مسافت مسافر در واحد انرژی اندازه‌گیری می‌شود که در واحد SI، به صورت متر-مسافر بر ژول (pax.m/J) خواهد بود. در حالی که برای حمل و نقل محموله‌های بار، بازده انرژی معمولاً بر حسب جرم محموله حمل شده بار در مسافت بر واحد انرژی اندازه‌گیری می‌شود که در SI، به صورت کیلوگرم متر در ژول (kg.m/J) است. راندمان حجمی نیز با توجه به ظرفیت وسیله نقلیه ممکن است بیان شود، مانند مایل مسافر در هر گالن (PMPG), که با ضرب مایل در هر گالن سوخت در ظرفیت مسافر یا اشغال متوسط صندلی به دست می‌آید. میزان اشغال صندلی در وسایل نقلیه شخصی، معمولاً به میزان قابل توجهی کمتر از ظرفیت انت وسایل است و بنابراین مقادیر محاسبه شده بر اساس ظرفیت و میزان اشغال، در بیشتر موارد متفاوت خواهند بود.

### تبدیل‌های معمول به واحد SI
|                             | ژول      |
| --------------------------- | -------- |
| لیتر بنزین                  | 0.3x10 8 |
| گالن بنزین آمریکا (بنزین)   | 1.3x10 8 |
| گالن بنزین بریتانیا (بنزین) | 1.6x10 8 |
| کیلو کالری                  | 4.2x10 3 |
| کیلووات ساعت                | 3.6x10 6 |
| BTU                         | 1.1x10 3 |

### سوخت‌های مایع
بهره وری انرژی بر حسب مصرف سوخت بیان می‌شود:
- فاصله به ازای هر وسیله نقلیه در هر واحد حجم سوخت؛ به عنوان مثال، km/L یا مایل در هر گالن (آمریکایی یا بریتانیایی).
- فاصله به ازای هر وسیله نقلیه در هر واحد جرم سوخت؛ به عنوان مثال، km/kg.[۱۱]
- فاصله به ازای هر وسیله نقلیه در هر واحد انرژی؛ به عنوان مثال، مایل در هر گالن معادل (mpg-e).

مصرف انرژی (معکوس بازده) بر حسب مصرف سوخت بیان می‌شود:
- حجم سوخت (یا کل انرژی) مصرف شده در واحد مسافت در هر وسیله نقلیه؛ به عنوان مثال لیتر در هر ۱۰۰ کیلومتر یا مگاژول در هر ۱۰۰ کیلومتر
- حجم سوخت (یا کل انرژی) مصرف شده در واحد مسافت به ازای هر مسافر؛ به عنوان مثال، l/(100 مسافر·کیلومتر).
- حجم سوخت (یا کل انرژی) مصرف شده در واحد مسافت در واحد جرم محموله حمل شده؛ به عنوان مثال، l/100 kg·km یا MJ/t·km.

### برق
مصرف برق:
- انرژی الکتریکی مورد استفاده در هر وسیله نقلیه در واحد مسافت؛ به عنوان مثال، کیلووات ساعت در ۱۰۰ کیلومتر

تولید برق از سوخت به انرژی اولیه بسیار بیشتری، نسبت به مقدار برق تولید شده نیاز دارد.

### انرژی غذایی
مصرف انرژی:
- کالری سوزانده شده توسط متابولیسم بدن در هر کیلومتر؛ به عنوان مثال، Cal/km.
- کالری سوزانده شده توسط متابولیسم بدن در هر مایل؛ به عنوان مثال، کالری / مایل.[۱۲]

## حمل و نقل زمینی مسافر

### نمای کلی جدول
در جدول زیر کارایی انرژی و مصرف انرژی برای انواع مختلف وسایل نقلیه زمینی مسافربری و شیوه‌های مختلف حمل و نقل و همچنین نرخ اشغال استاندارد صندلی ارائه شده‌است. منابع این ارقام برای هر نوع خودرو در زیر آمده‌است. تبدیل بین انواع مختلف یکاها در این صنعت به خوبی دیده می‌شود.
برای تبدیل بین واحدهای انرژی در جدول زیر، ۱ لیتر بنزین برابر با ۳۴٫۲ مگاژول، ۱ کیلووات ساعت برابر با ۳٫۶ مگاژول و ۱ کیلو کالری معادل ۴۱۸۴ ژول است. در مورد میزان اشغال صندلی، فرض بر ۱٫۲ مسافر در هر خودرو است؛ با این حال، در اروپا این مقدار به ۱٫۴ افزایش می‌یابد. منابع تبدیل بین واحدهای اندازه‌گیری فقط در ردیف اول ظاهر می‌شوند.
| نوع حمل و نقل                      | بازدهی انرژی      | بازدهی انرژی  | بازدهی انرژی | بازدهی انرژی | بازدهی انرژی | مصرف انرژی        | مصرف انرژی  | مصرف انرژی | مصرف انرژی | مصرف انرژی | متوسط تعداد مسافر در وسیله | بازدهی انرژی | مصرف انرژی     |
| نوع حمل و نقل                      | mpg(US) of petrol | mpg(imp) سوخت | km/L سوخت    | km/MJ        | m/J          | L(petrol)/ 100 km | kWh/100 km  | kCal/km    | MJ/100 km  | J/m        | متوسط تعداد مسافر در وسیله | (m·pax)/J    | J/(m·pax)      |
| ---------------------------------- | ----------------- | ------------- | ------------ | ------------ | ------------ | ----------------- | ----------- | ---------- | ---------- | ---------- | -------------------------- | ------------ | -------------- |
| رانش انسانی                        |                   |               |              |              |              |                   |             |            |            |            |                            |              |                |
| Walking                            |                   |               |              | ۴٫۵۵         | ۰٫۰۰۴۵۵      |                   | ۶٫۱۱        | ۵۲٫۵۸      | ۲۲٫۰۰      | ۲۲۰        | ۱٫۰                        | ۰٫۰۰۴۵۵      | ۲۲۰            |
| Velomobile with enclosed recumbent |                   |               |              | ۱۲٫۳۵        | ۰٫۰۱۲۳۵      |                   | ۲٫۲5 (0.50) | ۱۹٫۳۵      | ۸٫۱        | ۸۱         | ۱٫۰                        | ۰٫۰۱۲۳۵      | ۸۱             |
| Bicycle                            |                   |               |              |              |              |                   | ۰٫۶ (۳٫۱)   | ۲۷         | ۱۱         |            |                            |              |                |
| موتور کمکی                         |                   |               |              |              |              |                   |             |            |            |            |                            |              |                |
| Electric bicycle                   |                   |               |              | ۲۳٫۲۱        | ۰٫۰۲۳۲۱      |                   | ۱٫۲         | ۱۰٫۳۳      | ۴٫۳        | ۴۳         | ۱٫۰                        | ۰٫۰۲۳۲۱      | ۴۳             |
| Electric kick scooter              |                   |               |              | ۲۴٫۸۷        | ۰٫۰۲۴۸۷      |                   | ۱٫۱۲        | ۹٫۶۱       | ۴٫۰۰       | ۴۰         | ۱٫۰                        | ۰٫۰۲۴۸۷      | ۴۰             |
| خودرو                              |                   |               |              |              |              |                   |             |            |            |            |                            |              |                |
| Solar Car                          |                   |               |              | ۱۴٫۹۳        | ۰٫۰۱۴۹۳      |                   | ۱٫۸۶        | ۱۶٫۰۱      | ۶٫۷۰       | ۶۷         | ۱٫۰                        | ۰٫۰۱۴۹۳      | ۶۷             |
| GEM NER                            |                   |               |              | ۲٫۶۵         | ۰٫۰۰۲۶۵      |                   | ۱۰٫۵۰       | ۹۰٫۳۴      | ۳۷٫۸۰      | ۳۷۸        | ۱٫۲                        | ۰٫۰۰۳۱۷      | ۳۱۵            |
| General Motors EV1                 |                   |               |              | ۱٫۲۱         | ۰٫۰۰۱۲۱      |                   | ۲۳٫۰۰       | ۱۹۷٫۹۰     | ۸۲٫۸۰      | ۸۲۸        | ۱٫۲                        | ۰٫۰۰۱۴۵      | ۶۹۰            |
| Chevrolet Volt                     | ۹۹٫۳۱             | ۱۱۹٫۲۷        | ۴۲٫۲۲        | ۱٫۲۳         | ۰٫۰۰۱۲۳      | ۲٫۳۷              | ۲۲٫۵۰       | ۱۹۳٫۵۹     | ۸۱٫۰۰      | ۸۱۰        | ۱٫۲                        | ۰٫۰۰۱۴۸      | ۶۷۵            |
| Daihatsu Charade                   | ۸۳٫۸۰             | ۱۰۰٫۶۳        | ۳۵٫۶۳        | ۱٫۰۴         | ۰٫۰۰۱۰۴      | ۲٫۸۱              | ۲۶٫۶۷       | ۲۲۹٫۴۵     | ۹۶٫۰۰      | ۹۶۰        | ۱٫۲                        | ۰٫۰۰۱۲۵      | ۸۰۰            |
| Volkswagen Polo                    | ۶۱٫۸۸             | ۷۴٫۳۱         | ۲۶٫۳۱        | ۰٫۷۷         | ۰٫۰۰۰۷۷      | ۳٫۸۰              | ۳۸          | ۳۲۶٫۹۷     | ۱۳۶٫۸      | ۱۳۶۸       | ۱٫۲                        | ۰٫۰۰۰۸۷      | ۱۱۴۰           |
| SEAT Ibiza 1.4 TDI Ecomotion       | ۶۱٫۸۸             | ۷۴٫۳۱         | ۲۶٫۳۱        | ۰٫۷۷         | ۰٫۰۰۰۷۷      | ۳٫۸۰              | ۳۸          | ۳۲۶٫۹۷     | ۱۳۶٫۸      | ۱۳۶۸       | ۱٫۲                        | ۰٫۰۰۰۸۷      | ۱۱۴۰           |
| Renault Clio                       | ۳۳٫۶۰             | ۴۰٫۳۲         | ۱۳٫۹۱        | ۰٫۴۲         | ۰٫۰۰۰۴۲      | ۷                 | ۶۶٫۵        | ۵۷۲٫۱۸     | ۲۳۹٫۴      | ۲۳۹۴       | ۱٫۲                        | ۰٫۰۰۰۴۹      | ۱۹۹۵           |
| Volkswagen Passat                  | ۲۶٫۷۶             | ۳۲٫۱۱         | ۱۱٫۳۷        | ۰٫۳۳         | ۰٫۰۰۰۳۳      | ۸٫۷۹              | ۸۳٫۵۱       | ۷۱۸٫۵۳     | ۳۰۰٫۶۳     | ۳۰۰۶       | ۱٫۲                        | ۰٫۰۰۰۳۹      | ۲۵۰۵           |
| Cadillac CTS-V                     | ۱۳٫۸۲             | ۱۶٫۶۰         | ۵٫۸۸         | ۰٫۱۷         | ۰٫۰۰۰۱۷      | ۱۷٫۰۲             | ۱۶۱٫۶۷      | ۱۳۹۱٫۰۱    | ۵۸۲٫۰۰     | ۵۸۲۰       | ۱٫۲                        | ۰٫۰۰۰۲۱      | ۴۸۵۰           |
| Bugatti Veyron                     | ۹٫۷۹              | ۱۱٫۷۵         | ۴٫۱۶         | ۰٫۱۲         | ۰٫۰۰۰۱۲      | ۲۴٫۰۴             | ۲۲۸٫۳۳      | ۱۹۶۴٫۶۳    | ۸۲۲٫۰۰     | ۸۲۲۰       | ۱٫۲                        | ۰٫۰۰۰۱۵      | ۶۸۵۰           |
| Nissan Leaf                        |                   |               |              | ۱٫۴۹         | ۰٫۰۰۱۴۹      |                   | ۱۸٫۶۴       | ۱۶۰٫۳۷     | ۶۷٫۱۰      | ۶۷۱        | ۱٫۲                        | ۰٫۰۰۱۷۹      | ۵۵۹            |
| Toyota Prius                       | ۵۶٫۰۶             | ۶۷٫۳۲         | ۲۳٫۸۳        | ۰٫۷۰         | ۰٫۰۰۰۷۰      | ۴٫۲۰              | ۳۹٫۸۶       | ۳۴۲٫۹۷     | ۱۴۳٫۵۰     | ۱۴۳۵       | ۱٫۲                        | ۰٫۰۰۰۸۴      | ۱۱۹۶           |
| Tesla Model S                      |                   |               |              | ۱٫۶۱         | ۰٫۰۰۱۶۱      |                   | ۱۷٫۲۵       | ۱۴۸٫۴۲     | ۶۲٫۱۰      | ۶۲۱        | ۱٫۲                        | ۰٫۰۰۱۹۳      | ۵۱۷            |
| Tesla Model 3                      |                   |               |              | ۱٫۷۶         | ۰٫۰۰۱۷۶      |                   | ۱۵          | ۱۲۹٫۰۶     | ۵۴         | ۵۴۰        | ۱٫۲                        | ۰٫۰۰۲۲۲      | ۴۵۰            |
| Aptera 2 Series                    | ۴۲۳               | ۵۰۷٫۹۹        | ۱۷۹٫۸۲       | ۵٫۲۸         | ۰٫۰۰۵۲۸      | ۰٫۵۳              | ۵           | ۴۳         | ۱۸         | ۱۸۰        | ۱٫۲                        | ۰٫۰۰۶۶۶      | ۱۵۰            |
| Aptera solar EV                    |                   |               |              | ۴٫۵          | ۰٫۰۰۴۵       |                   | ۶٫۲         | ۵۲٫۵۶      | ۲۲         | ۲۲۰        |                            |              |                |
| اتوبوس                             |                   |               |              |              |              |                   |             |            |            |            |                            |              |                |
| MCI 102DL3                         | ۶٫۰۳              | ۷٫۲۴          | ۲٫۵۶         | ۰٫۰۷         | ۰٫۰۰۰۰۷      | ۳۹٫۰۴             | ۳۷۰٫۸۳      | ۳۱۹۰٫۷۳    | ۱۳۳۵٫۰۰    | ۱۳۳۵۰      | ۱۱٫۰                       | ۰٫۰۰۰۸۲      | ۱۲۱۴           |
| Proterra Catalyst 40' E2           |                   |               |              | ۰٫۲۳         | ۰٫۰۰۰۲۳      |                   | ۱۲۱٫۵۴      | ۱۰۴۴٫۲۰    | ۴۳۷٫۶۰     | ۴۳۷۶       | ۱۱٫۰                       | ۰٫۰۰۳۱۹      | ۳۱۳            |
| قطار                               |                   |               |              |              |              |                   |             |            |            |            |                            |              |                |
| Urban rail                         |                   |               |              |              |              |                   |             |            |            |            |                            | ۰٫۰۰۲۳۱      | ۴۳۲            |
| CR400AF (cn)                       |                   |               |              |              |              |                   |             |            |            |            | ~۶۵٪                       | ۰٫۰۰۴۷۵      | 210 at 350km/h |
| JR East (jp)                       |                   |               |              |              |              |                   |             |            |            |            | ~                          | ۰٫۰۱۰۹۱      | ۹۲             |
| CP-Lisbon (pt)                     |                   |               |              |              |              |                   |             |            |            |            | ۲۷٫۷٪                      | ۰٫۰۱۳۰۴      |                |
| Basel (ch)                         |                   |               |              |              |              |                   |             |            |            |            | ~۵۰٫۰٪                     | ۰٫۰۰۲۱۵      | ۴۶۵            |

## وسایل حمل و نقل زمینی

### پیاده‌روی
یک شخ با وزن ۶۸ کیلوگرم (یا ۱۵۰ پوند) که با سرعت ۴ کیلومتر بر ساعت (۲٫۵ مایل بر ساعت) راه می‌رود، تقریباً به ۲۱۰ کیلوکالری (۸۸۰ کیلوژول) انرژی غذا در ساعت نیاز دارد که معادل ۴٫۵۵ کیلومتر بر مگاژول است.
۱ گالون آمریکایی (۳٫۸ لیتر) بنزین حاوی حدود 114،000 یکای گرمایی بریتانیا (120 مگاژول)  انرژی است، که تقریباً معادل ۳۶۰ مایل بر گالون آمریکایی (۰٫۶۵ لیتر بر ۱۰۰ کیلومتر) می‌باشد.

### خودروی رکابی
خودروهای رکابی (Velomobiles) به دلیل ناحیه جلویی کوچک و شکل آیرودینامیک خود، بالاترین بازده انرژی را در بین سایر روش‌های شناخته شده حمل‌ونقل شخصی دارند. شرکت سازنده WAW ادعا می‌کنند با سرعت ۵۰ کیلومتر بر ساعت (۳۱ مایل بر ساعت)، فقط ۰٫۵ کیلووات ساعت (۱٫۸ مگاژول) انرژی در هر ۱۰۰ کیلومتر برای حمل مسافر مورد نیاز است که معادل ۱۸ ژول در هر متر است. این میزان ۲۰٪ مقدار مورد نیاز برای یک دوچرخه استاندارد بدون روکش آیرودینامیکی با همان سرعت و ۲٪ از آنچه که توسط یک سوخت فسیلی متوسط یا ماشین الکتریکی مصرف می‌شود. انرژی واقعی از غذای مصرف شده توسط انسان ۴ تا ۵ برابر بیشتر است. متأسفانه مزیت بهره وری انرژی آنها نسبت به دوچرخه‌ها با کاهش سرعت کمتر می‌شود و در سرعت حدود ۱۰ کیلومتر در ساعت، این مزیت از بین می‌رود و در آن سرعت، قدرت مورد نیاز برای ولوموبیل‌ها و دوچرخه‌ها تقریباً یکسان است.

### دوچرخه
دوچرخه استاندارد سبک‌وزن با سرعت متوسط، یکی از کارآمدترین اشکال حمل و نقل است. در مقایسه با پیاده‌روی، دوچرخه سوار با وزن ۶۴ کیلوگرم (۱۴۰ پوند) در سرعت ۱۶ کیلومتر بر ساعت (۱۰ مایل بر ساعت)، به حدود نیمی از انرژی غذا در پیمایش فاصله برابر نیاز دارد که ۲۷ کیلوکالری در کیلومتر یا ۳٫۱ کیلووات-ساعت (۱۱ مگاژول) در ۱۰۰ کیلومتر یا ۴۳ کیلوکالری در مایل است. این بدان معناست که یک دوچرخه در هر مسافت طی شده، بین ۱۰ تا ۲۵ برابر انرژی کمتری نسبت به یک خودروی شخصی، بسته به منبع سوخت و اندازه خودرو مصرف می‌کند. این رقم به سرعت و جثه سوارکار بستگی دارد: سرعت‌های بیشتر باعث کشش هوای بیشتری می‌شود و سواران سنگین‌تر، انرژی بیشتری در واحد مسافت مصرف می‌کنند. علاوه بر این، چون دوچرخه‌ها بسیار سبک‌وزن هستند (معمولاً بین ۷ تا ۱۵ کیلوگرم) این بدان معنی است که ساخت آن‌ها مقادیر بسیار کمی از مواد و انرژی را مصرف می‌کنند. در مقایسه با خودرویی با وزن ۱۵۰۰ کیلوگرم یا بیشتر، یک دوچرخه معمولاً ۱۰۰ تا ۲۰۰ برابر کمتر از یک خودرو، نیاز به انرژی برای ساخت دارد. علاوه بر این، دوچرخه‌ها هم برای پارک و هم برای کار کردن به فضای کمتری نیاز دارند و کمتر به سطوح جاده آسیب می‌رسانند و عامل زیرساختی کارایی را افزایش می‌دهند.

### دوچرخه موتوری
دوچرخه موتوری به کمک نیروی انسانی و توان موتور ۴۹ مترسانتی مکعب (۳٫۰ اینچ مکعب) اجازه می‌دهد پیمایش مسیر در محدوده ۱٫۲ تا ۱٫۵ لیتر بر ۱۰۰ کیلومتر مقدور گردد. دوچرخه‌های برقی با کمک پدا لبا کمتر از ۱٫۰ کیلووات-ساعت (۳٫۶ مگاژول) در ۱۰۰ کیلومتر، با حفظ سرعت بیش از ۳۰ کیلومتر بر ساعت (۱۹ مایل بر ساعت) کار می‌کنند. این ارقام در بهترین حالت به فردی وابسته است که ۷۰ درصد کار را انجام می‌دهد و مابقی انرژی با حدود ۳٫۶ مگاژول (۱٫۰ کیلووات-ساعت) در هر ۱۰۰ کیلومتر از موتور می‌آید. این باعث می‌شود دوچرخه برقی به یکی از کارآمدترین وسایل نقلیه موتوری ممکن تبدیل شود، که تنها پشت سر یک خودروی موتوری و تک-چرخ الکتریکی (EUC) قرار دارد.

### اسکوتر برقی
اسکوترهای برقی، مانند آنهایی که در سیستم‌های اشتراک اسکوتر Bird یا Lime استفاده می‌شوند، معمولاً حداکثر برد زیر ۳۰ کیلومتر (۱۹ مایل) دارند و معمولاً به حداکثر سرعت ۲۵ کیلومتر بر ساعت (۱۵٫۵ مایل بر ساعت) محدود می‌شوند. این وسایل در مسیرهای دوچرخه سواری قابل استفاده هستند و به مهارت سوارکاری کمی نیاز دارند. آن‌ها به دلیل وزن سبک و موتورهای کوچک، بسیار کم مصرف هستند و بازده انرژی معمولی آن ۱٫۱ کیلووات ساعت (۴٫۰ مگاژول) در هر ۱۰۰ کیلومتر است که حتی کارآمدتر از دوچرخه و پیاده‌روی هستند. با این حال، از آنجایی که باید به‌طور مکرر شارژ شوند، اغلب طی شب با وسایل نقلیه موتوری جمع‌آوری می‌شوند که تا حدودی با مزیت آنها مغایرت دارد. چرخه عمر اسکوترهای برقی نیز به‌طور قابل توجهی کوتاهتر از چرخه عمر دوچرخه است و اغلب تنها به عدد یک سال می‌رسد.

### خودرو
به دلیل وزن به نسبت بالای وسیله نقلیه نسبت به سرنشینان، خودروها معمولاً در مقایسه با سایر روش‌های حمل و نقل ناکارآمد هستند.
بر اساس درصد، اگر یک سرنشین در یک خودرو وجود داشته باشد، تنها حدود ۰٫۵٪ از کل انرژی مصرف شده برای جابجایی فرد در ماشین مصرف می‌شود، در حالی که ۹۹٫۵٪ باقی مانده (حدود ۲۰۰ برابر بیشتر) برای حرکت خود ماشین استفاده می‌شود.
یک عامل مهم در مصرف انرژی خودروها به ازای هر مسافر، میزان اشغال صندلی خودرو است. اگرچه مصرف در واحد مسافت در هر وسیله نقلیه با افزایش تعداد مسافر افزایش می‌یابد، اما این افزایش در مقایسه با کاهش مصرف در واحد مسافت به ازای هر مسافر اندک است. این به این معنی است که اشغال صندلی بیشتر باعث بازده انرژی بالاتر برای هر مسافر می‌شود. اشغال خودرو در مناطق مختلف متفاوت است. به عنوان مثال، نرخ اشغال متوسط تخمینی هر خودرو در منطقه خلیج سانفرانسیسکو حدود ۱٫۳ مسافر است در حالی که میانگین تخمینی انگلستان در سال ۲۰۰۶ حدود ۱٫۵۸ مسافر است.
با توجه به کارایی موتورهای الکتریکی، خودروهای الکتریکی بسیار کارآمدتر از موتورهای احتراق داخلی خود هستند و در حدود ۳۸ مگاژول (۳۸۰۰۰ کیلوژول) در هر ۱۰۰ کیلومتر در مقایسه با ۱۴۲ مگاژول در هر ۱۰۰ کیلومتر برای خودروهای احتراقی مصرف می‌کنند. با این حال، بسته به نحوه تولید برق، مصرف واقعی انرژی اولیه ممکن است بیشتر باشد.
شیوه‌های رانندگی و وسایل نقلیه را می‌توان تغییر داد تا بازده انرژی آنها را تا حدود ۱۵٪ بهبود یابد.

#### سنجش معمول بازدهی
بازدهی سوخت خودرو معمولاً بر حسب حجم سوخت مصرف شده در هر صد کیلومتر (Lit/100Km) بیان می‌شود، اما در برخی کشورها (از جمله ایالات متحده، بریتانیا و هند) معمولاً بر حسب مسافت در حجم سوخت مصرفی (کیلومتر در لیتر یا مایل در هر گالن) بیان می‌شود.
این ممکن است به دلیل مقدار مختلف انرژی سوخت‌هایی مانند بنزین و گازوئیل، پیچیدگی ایجاد کند. آزمایشگاه ملی اوک ریج (ORNL) بیان می‌کند که محتوای انرژی بنزین بدون سرب، ۱۱۵۰۰۰ واحد حرارتی بریتانیا (BTU) در هر گالن آمریکا (32MJ/L) است در حالی که برای دیزل 130500 BTU در هر گالن آمریکا (36.4MJ/L) می‌باشد.

#### مصرف انرژی در چرخه عمر خودرو
خودروها مصرف انرژی قابل توجهی در چرخه عمر خود دارند که مستقیماً به کارکرد وسیله نقلیه نسبت داده نمی‌شود.
یک نکته مهم هزینه‌های انرژی تولید انرژی به شکل مورد استفاده در خودرو است. به عنوان مثال سوخت‌های زیستی، برق و هیدروژن، مصرف انرژی قابل توجهی در زمان تولید خود دارند. راندمان تولید هیدروژن زمانی که از گاز طبیعی تولید می‌شود، ۵۰ تا ۷۰ درصد و از برق ۱۰ تا ۱۵ درصد است. راندمان تولید هیدروژن و همچنین انرژی مورد نیاز برای ذخیره و انتقال هیدروژن، باید با راندمان خودرو ترکیب شود تا بازده خالص در کل مجموعه حاصل شود. به همین دلیل، خودروهای هیدروژنی یکی از کم کارآمدترین وسایل حمل و نقل مسافری هستند، چون به‌طور کلی حدود ۵۰ برابر انرژی بیشتری برای تولید هیدروژن در مقایسه با مقدار مصرف شده برای حرکت خودرو صرف می‌شود.
یکی دیگر از عوامل مهم، انرژی مورد نیاز برای ساخت و نگهداری جاده‌ها است، همان‌طور که انرژی بازگشتی در انرژی سرمایه‌گذاری شده (EROEI) مورد توجه است.
بین این دو عامل، تقریباً ۲۰٪ باید به انرژی سوخت مصرفی اضافه شود تا به‌طور دقیق کل انرژی مصرف شده محاسبه شود.
در نهایت، محاسبات بازده انرژی خودرو بدون در نظر گرفتن هزینه انرژی ساخت خود خودرو، گمراه کننده خواهد بود. البته این هزینه اولیه انرژی را می‌توان در طول عمر وسیله نقلیه توئزیع کرد تا میانگین بازده انرژی در طول عمر مؤثر آن محاسبه شود. به عبارت دیگر، وسایل نقلیه‌ای که برای ساخته شدن، انرژی زیادی مصرف می‌کنند و برای دوره نسبتاً کوتاه مورد استفاده قرار می‌گیرند، نسبت به خودروهایی که این وضعیت را ندارند، در طول عمر مفید خود به انرژی بسیار بیشتری نیاز دارند و بنابراین انرژی بسیار کمتری نسبت به آنچه در ظاهر به نظر می‌رسند، دارند.
خودروهای هیبریدی و الکتریکی نسبت به خودروهای مشابه با سوخت نفتی انرژی کمتری در عملکرد خود مصرف می‌کنند، اما انرژی بیشتری برای ساخت آن‌ها مصرف می‌شود، بنابراین تفاوت کلی کمتر از آن است که آشکار شود. به عنوان مثال، پیاده‌روی به هیچ وجه به تجهیزات خاصی نیاز ندارد ولی خودرویی که در کشور دیگری تولید و وارد شده‌است، از قطعات تولید شده در سراسر جهان از مواد خام و مواد معدنی استخراج و فرآوری شده ساخته شده‌است و برای سال‌های محدودی قابل استفاده است.
طبق اطلاعات آژانس انرژی و محیط زیست فرانسه (ADEME), یک خودروی موتوری متوسط محتوی ۲۰۸۰۰ کیلووات ساعت و یک وسیله نقلیه الکتریکی متوسط ۳۴۷۰۰ کیلووات ساعت انرژی در فریند ساخت خود است. ماشین الکتریکی برای تولید به دو برابر انرژی نیاز دارد که در درجه اول به دلیل استخراج و تصفیه فلزات خاکی کمیاب و سایر مواد مورد استفاده در باتری‌های لیتیوم یونی و موتورهای الکتریکی می‌باشد.
این نشان دهنده بخش قابل توجهی از انرژی مصرف شده در طول عمر خودرو است که در برخی موارد تقریباً به اندازه انرژی مصرف شده از طریق سوخت مصرف شده‌است و به این معناست که مصرف انرژی خودرو را در هر مسافت دوبرابر می‌کند.
از آنجایی که این اعداد متوسط برای اتومبیل‌های فرانسوی است، مقایسه مصرف انرژی خودرو با سایر روش‌های حمل و نقل در کشورهایی مانند ایالات متحده و کانادا که اتومبیل‌های بزرگتر و سنگین تر رایج تر هستند، به‌طور قابل توجهی بزرگتر هستند. استفاده از وسایل نقلیه شخصی را می‌توان به میزان قابل توجهی کاهش داد و در صورت توسعه گزینه‌های جذاب تر حمل و نقل غیر موتوری و همچنین حمل و نقل عمومی راحت تر، می‌تواند به رشد شهری پایدار کمک کند.

### قطارها
قطارها به‌طور کلی یکی از کارآمدترین وسایل حمل و نقل برای بار و مسافر هستند. از مزایای قطارها می‌توان به اصطکاک کم بین چرخ‌های فولادی روی ریل‌های فولادی و همچنین نرخ اشغال صندلی بالای آن‌ها اشاره کرد. خطوط قطار معمولاً برای خدمات رسانی به برنامه‌های حمل و نقل شهری یا بین شهری استفاده می‌شود که در آن استفاده از ظرفیت آن‌ها به حداکثر می‌رسد.
بازدهی حمل نقل با قطار به‌طور قابل توجهی با بار مسافر و تلفات متحمل شده در تولید و تأمین برق (برای سیستم‌های برقی)، و مهم‌تر از آن، تحویل انتها به انتها، که در آن ایستگاه‌های آخر، مقصد نهایی سفر نیستند، متفاوت است. در حالی که موتورهای الکتریکی مورد استفاده در اکثر قطارهای مسافربری کارایی بیشتری نسبت به موتورهای احتراق داخلی دارند، تولید برق در نیروگاه‌های حرارتی (در بهترین حالت) به درصد راندمان کارنو محدود می‌شود ضمن این که در مسیر نیروگاه تا قطار، تلفات انتقال برق هم وجود دارد.
سوئیس، که تقریباً کل شبکه راه‌آهن خود را برقی سازی کرده‌است، بیشتر برق مورد استفاده قطارها را از نیروگاه‌های برق آبی، از جمله نیروگاه‌های تلمبه ذخیره ای، تأمین می‌کند. در حالی که راندمان مکانیکی توربین‌ها نسبتاً بالا است، اما سیال پمپ شده دارای تلفات انرژی است و فقط به این دلیل مقرون به صرفه است چون که می‌تواند انرژی را در زمان‌های تولید بیش از حد نیاز، مصرف کند و دوباره انرژی را در زمان تقاضای مصرف بالا، آزاد کند. گفته می‌شود نرخ بازدهی در این روش ذخیره‌سازی انرژی تا ۸۷ درصد است.
مصرف واقعی به تغییرات و حداکثر سرعت و الگوهای بارگذاری و توقف قطار، بستگی دارد. داده‌های تولید شده برای پروژه MEET اروپایی (Methodologies for Estimating Air Pollutant Emissions) الگوهای مصرف مختلفی را برای بخش‌های مختلف مسیر نشان می‌دهد. این نتایج نشان می‌دهد که مصرف برای قطار سریع‌السیر ICE آلمان از حدود ۱۹ تا ۳۳ کیلووات-ساعت بر کیلومتر (۶۸–۱۱۹ مگاژول بر کیلومتر؛ ۳۱–۵۳ کیلووات-ساعت بر مایل) متغیر بوده‌است. قطارهای زیمنس Velaro D نوع ICE، دارای ۴۶۰ صندلی (که ۱۶ مورد آن در واگن غذاخوری است) در نسخه ۲۰۰ متری خود که دو عدد از آن‌ها را می‌توان با هم جفت کرد. بر اساس محاسبات دویچه بان، انرژی مصرف شده در هر ۱۰۰ کیلومتر-صندلی، معادل ۰٫۳۳ لیتر (۰٫۰۷۳ گالون بریتانیایی؛ ۰٫۰۸۷ گالون آمریکایی) بنزین بر ۱۰۰ کیلومتر است. این داده‌ها همچنین وزن قطار به ازای هر مسافر را دربردارند. به عنوان مثال، قطارهای دوطبقه TGV از مواد سبک‌وزن استفاده می‌کنند که بار محور را پایین نگه می‌دارد و آسیب به مسیر ریلی را کاهش می‌دهد و همچنین در مصرف انرژی صرفه جویی می‌کند. این قطارها (TGV) بیشتر با برق نیروگاه‌های شکافت هسته ای فرانسه کار می‌کند که باز هم مانند همه نیروگاه‌های حرارتی به راندمان کارنو محدود شده‌اند. با توجه به اینکه فرایند بازیافت هسته‌ای یک روش استاندارد است، سهم بیشتری از انرژی موجود در اورانیوم اصلی در فرانسه نسبت به ایالات متحده با چرخه سوخت یک بار مصرف تأمین می‌شود.
مصرف انرژی ویژه قطارها در سراسر جهان حدود ۱۵۰ کیلوژول بر کیلومتر (کیلوژول در هر مسافر-کیلومتر) و ۱۵۰ کیلوژول در تن-کیلومتر (کیلوژول در هر تن-کیلومتر) (حدود ۴٫۲ کیلووات ساعت در ۱۰۰ مسافر-کیلومتر و ۴٫۲ کیلووات ساعت در هر ۱۰۰ تن-کیلومتر) است. انرژی نهایی حمل و نقل مسافر توسط سیستم‌های ریلی به انرژی کمتری نسبت به ماشین یا هواپیما نیاز دارد (یک هفتم انرژی مورد نیاز برای جابجایی یک فرد با ماشین در یک بافت شهری). به همین دلیل است که در سال ۲۰۱۵، از حدود ۹ درصد از حمل و نقل مسافری در جهان (بر حسب pkm)، خدمات مسافری ریلی تنها ۱ درصد از تقاضای انرژی نهایی را در حمل و نقل مسافر تشکیل می‌دهد.

#### حمل و نقل
برآوردهای مصرف انرژی برای حمل و نقل ریلی بسیار متفاوت است و بسیاری از آنها توسط ذینفعان مربوطه ارائه می‌شود. برخی از آن‌ها در جدول زیر آمده‌است.
| کشور                | سال  | مصرف سوخت (وزن کالا)                 | شدت انرژی          |
| ------------------- | ---- | ------------------------------------ | ------------------ |
| ایالات متحده آمریکا | ۲۰۰۷ | ۱۸۵٫۳۶۳ کیلومتر در لیتر (۱ تن کوتاه) | انرژی/فاصله جرمی   |
| ایالات متحده آمریکا | ۲۰۱۸ | ۴۷۳ مایل/گالن (۱ تن)                 | انرژی/فاصله جرمی   |
| انگلستان            | -    | ۸۷ تن · کیلومتر بر لیتر              | 0.41 MJ/t·km (LHV) |

#### مسافر
| کشور                | سال  | بهره وری قطار                                                                            | به ازای هر مسافر-کیلومتر (کیلوژول)                                        | توضیحات                                                                |
| ------------------- | ---- | ---------------------------------------------------------------------------------------- | ------------------------------------------------------------------------- | ---------------------------------------------------------------------- |
| چین                 | ۲۰۱۸ | ۹٫۷ مگاژول (۲٫۷ کیلووات-ساعت) /ماشین کیلومتر                                             | ۱۳۷ کیلوژول/کیلومتر مسافر (در ۱۰۰ درصد بار)                               | CR400AF@۳۵۰ کیلومتر در ساعت {{سخ}} پکن- شانگهای PDL 1302 کیلومتر متوسط |
| ژاپن                | ۲۰۰۴ | ۱۷٫۹ مگاژول (۵٫۰ کیلووات-ساعت) /ماشین کیلومتر                                            | ۳۵۰ کیلوژول/مسافر-کیلومتر                                                 | JR East میانگین                                                        |
| ژاپن                | ۲۰۱۷ | ۱٫۴۹ کیلووات ساعت / ماشین کیلومتر                                                        | ≈۹۲ کیلوژول/کیلومتر مسافر                                                 | ریل معمولی JR East                                                     |
| EC                  | ۱۹۹۷ | ۱۸ کیلووات-ساعت بر کیلومتر (۶۵ مگاژول بر کیلومتر)                                        |                                                                           |                                                                        |
| ایالات متحده آمریکا |      | ۱٫۱۲۵ مایل بر گالون آمریکایی (۲۰۹٫۱ لیتر بر ۱۰۰ کیلومتر؛ ۱٫۳۵۱ مایل بر گالون بریتانیایی) | ۴۶۸ مسافر-مایل/گالن آمریکا (۰٫۵۰۳ لیتر در ۱۰۰ مسافر-کیلومتر)              |                                                                        |
| سوئیس               | ۲۰۱۱ | ۲۳۰۰ گیگاوات ساعت در سال                                                                 | ۴۷۰ کیلوژول/مسافر-کیلومتر                                                 |                                                                        |
| بازل، سوئیس         |      | ۱٫۵۳ کیلووات ساعت/کیلومتر خودرو (۵٫۵۱ مگا ژول/کیلومتر خودرو)                             | ۸۵ کیلوژول/کیلومتر مسافر (۱۵۰ کیلوژول/کیلومتر مسافر با ۸۰ درصد بار متوسط) |                                                                        |
| ایالات متحده آمریکا | ۲۰۰۹ |                                                                                          | ۲٬۴۳۵ یکای گرمایی بریتانیایی بر مایل (۱٫۶۰ مگاژول بر کیلومتر)             |                                                                        |
| پرتغال              | ۲۰۱۱ | ۸٫۵ کیلووات-ساعت بر کیلومتر (۳۱ مگاژول بر کیلومتر؛ ۱۳٫۷ کیلووات-ساعت بر مایل)            |                                                                           |                                                                        |

#### تلفات ترمز

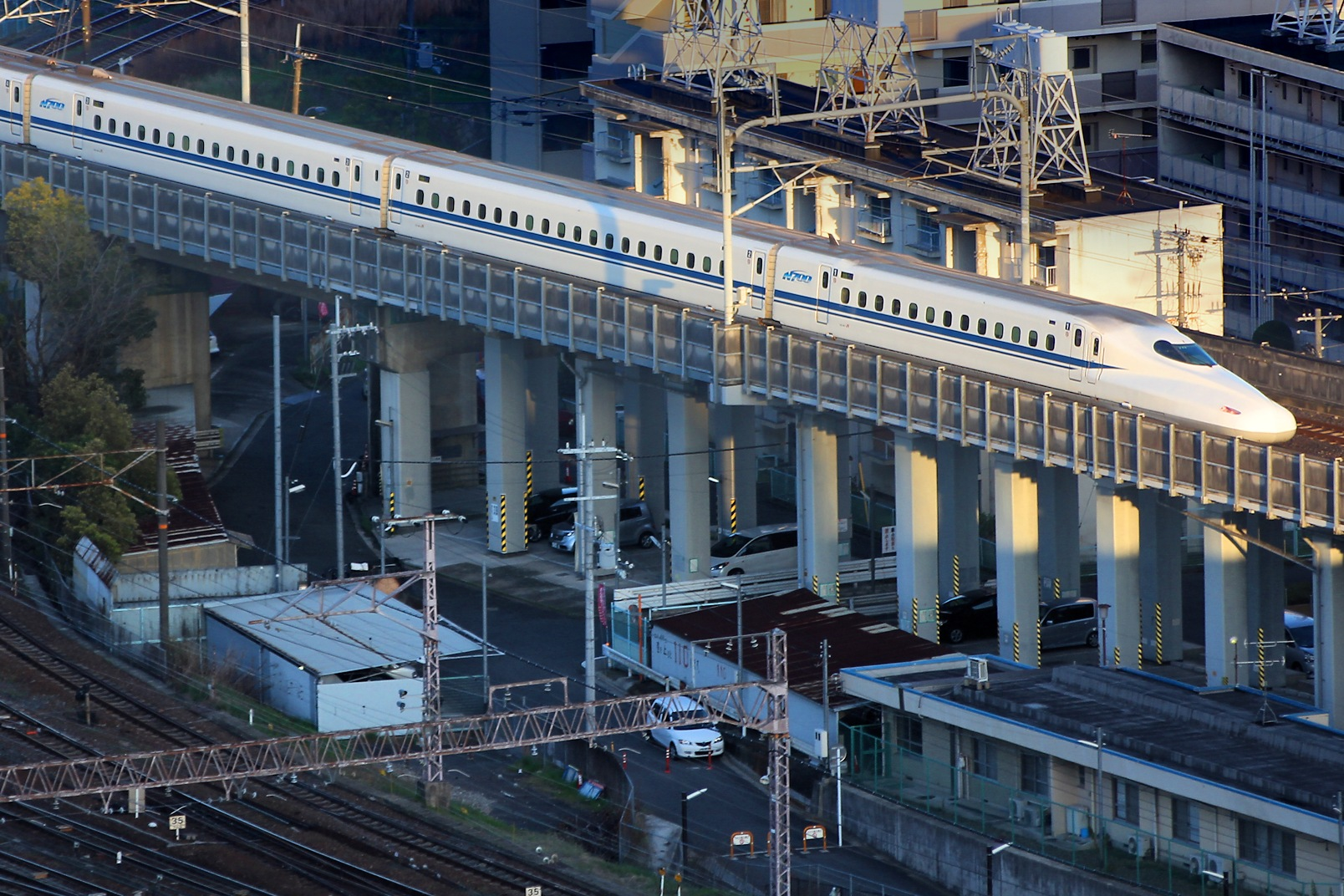
شینکانسن سری N700 از ترمزبازیافت کننده انرژی استفاده می‌کند

اجبار به شتاب دادن و کاهش سرعت قطاری سنگین و مملو از مسافر در هر ایستگاه، بازدهی ندارد؛ بنابراین قطارهای الکتریکی مدرن از ترمز بازیافت کننده انرژی برای بازگردادن جریان الکتریکی به خطوط هوایی برق در هنگام ترمز، استفاده می‌کنند.
اتحادیه بین‌المللی راه‌آهن اعلام کرده‌است که قطارهای شهری با سرویس توقف کامل، با استفاده از ترمز احیاکننده، انتشار گازهای گلخانه‌ای را ۸ تا ۱۴ درصد و شبکه قطارهای بسیار متراکم حومه‌ای را تا ۳۰ درصد کاهش می‌دهند. قطارهای الکتریکی پرسرعت مانند شینکانسن سری N700، از ترمز احیا کننده استفاده می‌کنند، اما UIC تخمین می‌زند به دلیل سرعت بالای این قطارها، ترمز احیا کننده تنها تا ۴٫۵ درصد انتشار گازهای گلخانه ای را کاهش می‌دهد.

### اتوبوس‌ها

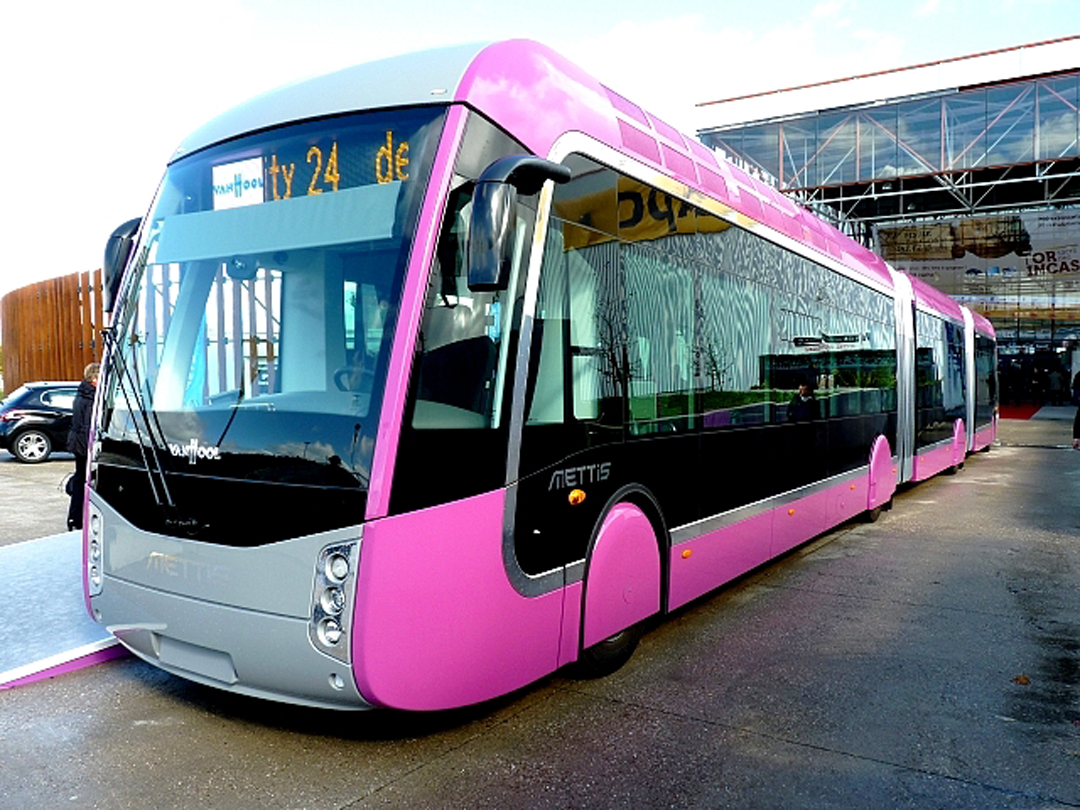
اتوبوس تندرو متز از سیستم هیبریدی دیزلی-الکتریکی استفاده می‌کند که توسط سازنده بلژیکی Van Hool توسعه یافته‌است.

- در جولای ۲۰۰۵، میانگین اشغال صندلی اتوبوس در بریتانیا ۹ مسافر در هر وسیله نقلیه اعلام شد.[۶۹]
- در سال ۱۹۹۴/۹۵، ناوگان ۱۲ متری اتوبوس‌های ترولی New Flyer در سرویس محلی با BC Transit در ونکوور کانادا، ۳۵٬۴۵۴٬۱۷۰ کیلووات ساعت برای ۱۲۹۶۶۲۸۵ کیلومتر. وسیله نقلیه یا 9.84MJ/vehicle km مصرف کرده‌اند. تعداد دقیق مسافر در ترولی‌بوس‌ها مشخص نیست، اما با فرض پر شدن ۳۴ صندلی، این معادل ۰٫۳۲ مگا ژول در هر کیلومتر. مسافر است. البته دیدن افرادی که در واگن برقی ونکوور ایستاده‌اند، بسیار معمول است. این یک سرویس با توقف‌های زیادی در هر کیلومتر است. بخشی از دلیل کارایی، استفاده از ترمز احیا کننده است.
- یک سرویس رفت و آمد در سانتا باربارا، کالیفرنیا، میانگین راندمان اتوبوس دیزلی را ۶٫۰ مایل بر گالون آمریکایی (۳۹ لیتر بر ۱۰۰ کیلومتر؛ ۷٫۲ مایل بر گالون بریتانیایی) یافت (با استفاده از اتوبوس‌های MCI 102DL3). با پر شدن ۵۵ صندلی، این معادل ۳۳۰ مایل بر گالن مسافر است که با فرض ۷۰٪ صندلی اشغال شده، ۲۳۱ مایل بر گالن مسافر خواهد بود.[۷۰]
- در سال ۲۰۱۱، ناوگان ۷۵۲ اتوبوس در شهر لیسبون، دارای سرعت متوسط ۱۴٫۴ کیلومتر بر ساعت و میانگین اشغال صندلی ۲۰٫۱ مسافر در هر وسیله نقلیه بوده‌است.[۷۱]

## وسایل حمل و نقل هوایی

### هواپیما

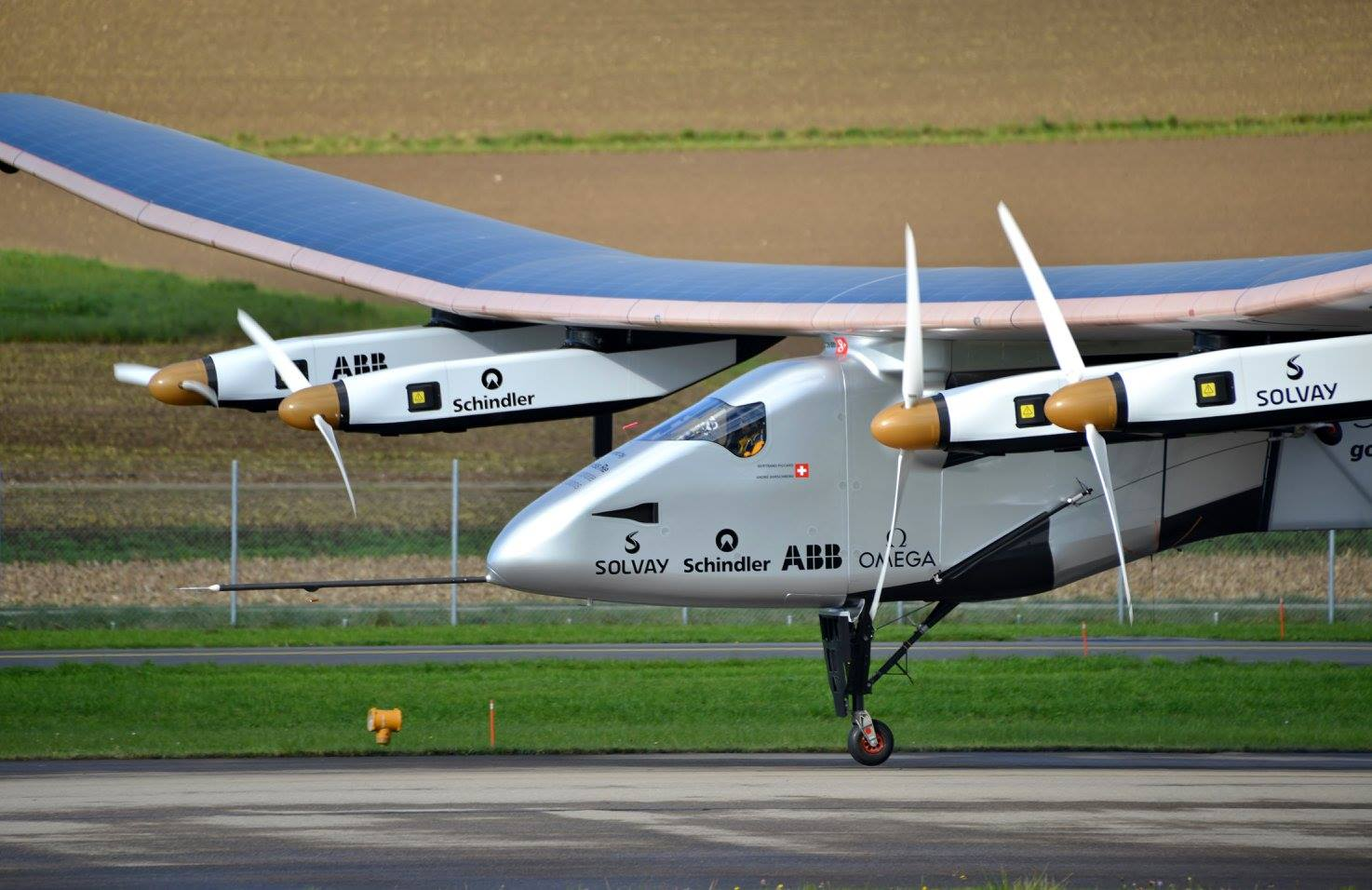
Solar Impulse 2، یک هواپیمای خورشیدی

عامل اصلی تعیین‌کننده مصرف انرژی در هواپیما، نیروی پسار (یا درگ) است که باید در جهت مخالف حرکت هواپیما باشد.
- پسار متناسب با نیروی مورد نیاز بالابر برای پرواز،[۷۲] که برابر با وزن هواپیما است. از آنجایی که نیروی پسار با افزایش وزن، افزایش می‌یابد، بنابراین کاهش جرم، بهبود کارایی موتور و کاهش پسار آیرودینامیکی، باعث افزایش بهره وری در هواپیما می‌گردد. یک قاعده سرانگشتی در این خصوص وجود دارد که کاهش ۱٪ در وزن، باعث کاهش مصرف سوخت به میزان ۰٫۷۵٪ می‌شود.[۷۲]
- ارتفاع پرواز بر کارایی موتور تأثیر می‌گذارد. بهره وری موتور جت در ارتفاع تا لایه تروپوپاز، با حداقل دمای جو، باعث افزایش کارایی کارنو می‌شود.[۷۲] کارایی موتور جت نیز در سرعت‌های بالا افزایش می‌یابد، اما در سرعت بالاتر از حدود ۰٫۸۵ ماخ، تلفات ناشی از آیرودینامیک بدنه هواپیما سریعتر افزایش می‌یابد.
- اثرات فشرده سازی: از سرعت ترانسونیک حدود ۰٫۸۵ ماخ، امواج شوک باعث افزایش مقاومت می‌شوند.
- برای پرواز با سرعت فوق صوت، رسیدن به نسبت نیروی بالابر به پسار بیشتر از ۵ برابر، مصرف سوخت نیز افزایش می‌یابد. با این حال، سرعت سریع تر پرواز مافوق صوت به این معنی است که مصرف سوخت بالاتر با مدت زمان پرواز کوتاه‌تر موازنه و جبران می‌شود.

| هواپیما                 | کنکورد | بوئینگ 747-400 |
| ----------------------- | ------ | -------------- |
| مایل مسافر/گالن امپریال | ۱۷     | ۱۰۹            |
| مایل مسافر/گالن آمریکا  | ۱۴     | ۹۱             |
| لیتر/۱۰۰ مسافر-کیلومتر  | ۱۶٫۶   | ۳٫۱            |

در سال ۱۹۹۸، هواپیماهای مسافربری به‌طور متوسط ۴٫۸ لیتر در ۱۰۰ کیلومتر به ازای هر مسافر (1.4 MJ/مسافر-کیلومتر) (۴۹ مسافر-مایل در هر گالن) مصرف کرده‌اند در حالی که به‌طور متوسط ۲۰ درصد از صندلی‌ها خالی مانده‌است. بازده هواپیماهای جت در حال بهبود است و بین سال‌های ۱۹۶۰ و ۲۰۰۰، ۵۵ درصد افزایش بهره‌وری کلی در مصرف سوخت وجود داشته‌است (اگر ناوگان ناکارآمد و محدود DH Comet 4 را کنار گذاشته و بوئینگ ۷۰۷ را به‌عنوان مورد اصلی در نظر بگیریم). بیشتر پیشرفت‌ها در کارایی در دهه اول، زمانی که جت کرافت برای اولین بار به استفاده تجاری گسترده رسید، به دست آمد. در مقایسه با هواپیماهای مسافربری با موتورهای پیستونی پیشرفته در دهه ۱۹۵۰، هواپیماهای جت کنونی در هر مایل-مسافرف فقط اندکی کارآمدتر هستند. بین سال‌های ۱۹۷۱ و ۱۹۹۸، میانگین بهبود سالانه ناوگان در هر کیلومتر-صندلی، ۲٫۴ درصد برآورد شد. کنکورد، حمل و نقل مافوق صوت را با حدود ۱۷ مایل-مسافر با گالن بریتانیایی مدیریت کرد که آماری شبیه به یک جت تجاری، اما بسیار بدتر از یک هواپیمای توربوفن مادون صوت دارد. ایرباس میزان مصرف سوخت A380 خود را کمتر از ۳ لیتر در ۱۰۰ کیلومتر به ازای هر مسافر (۷۸ مسافر-مایل در هر گالن آمریکایی) اعلام کرده‌است.

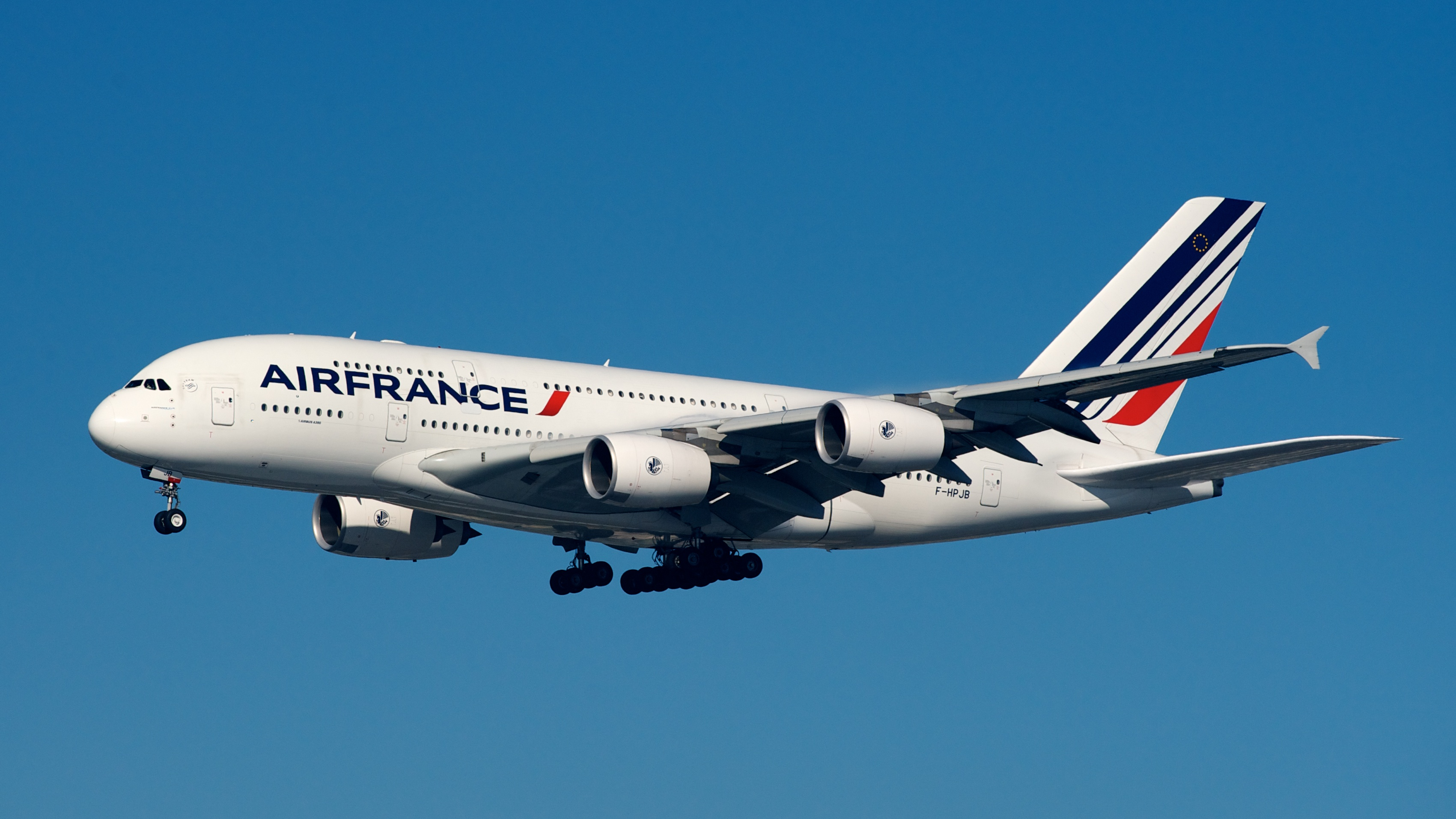
ایرفرانس ایرباس A380-800

جرم یک هواپیما را می‌توان با استفاده از مواد سبک‌وزن مانند تیتانیوم، فیبر کربن و سایر پلاستیک‌های کامپوزیتی کاهش داد. اگر کاهش جرم، قیمت مواد را از طریق بهبود بازده سوخت توجیه کند، ممکن است از این مواد گران‌قیمت استفاده شود. بهبودهایی که در بازده سوخت با کاهش جرم حاصل می‌شود، میزان سوخت مورد نیاز برای حمل را کاهش می‌دهد. این امر باعث کاهش بیشتر جرم هواپیما می‌شود و بنابراین باعث افزایش بهره وری سوخت می‌شود. به عنوان مثال، طراحی ایرباس A380 شامل چندین نوع ماده سبک‌وزن است.
ایرباس بالک را به نمایش گذاشته‌است که می‌تواند به کاهش ۳٫۵ درصدی در مصرف سوخت دست یابد. در ایرباس A380 این نوع بالک‌ها وجود دارد. گفته شده‌است که بال‌های مینیکس (Minix) باعث ۶ درصد کاهش بیشتر مصرف سوخت شده‌است. بالک‌ها در هواپیما، جریان‌های گردابی را صاف می‌کنند و نیروی کشش بر روی بال هواپیما را کاهش می‌دهند و می‌توانند بر روی هر هواپیمایی مجهز شوند.
ناسا و بوئینگ در حال انجام آزمایش‌هایی بر روی یک هواپیمای «بال ترکیبی» ۵۰۰ پوند (۲۳۰ کیلوگرم) هستند. این طراحی باعث بهره وری بیشتر سوخت می‌شود، زیرا کل بدنه هواپیما و نه فقط بال‌ها، نیروی بالابر را تولید می‌کند. مفهوم بدنه بال ترکیبی (BWB) مزایایی را در بازده ساختاری، آیرودینامیکی و عملیاتی نسبت به طراحی‌های معمولی بدنه و بال امروزی ارائه می‌کند. این ویژگی‌ها منجر به برد بیشتر، مصرف سوخت کمتر، قابلیت اطمینان و صرفه جویی در چرخه عمر و همچنین هزینه‌های تولید پایین‌تر می‌شوند.
مؤسسه مهندسی ساخت و تحقیقات مواد کاربردی فرانهوفر (IFAM) روی رنگی شبیه به پوست کوسه تحقیق کرده‌است که می‌تواند کشش را از طریق اثر ریبلت (riblet effect) کاهش دهد. هواپیما یک کاربرد اصلی برای فناوری‌های جدید مانند فوم فلزی آلومینیوم و فناوری نانو مانند رنگ تقلیدی از پوست کوسه است.
سیستم‌های ملخی مانند توربوپراپ‌ها و پروفن‌ها نسبت به جت‌ها فناوری سوخت کارآمدتری دارند. اما توربوپراپ‌ها سرعت بهینه زیر حدود ۴۵۰ مایل در ساعت (۷۰۰ کیلومتر در ساعت) دارند. این سرعت کمتر از آن چیزی است که امروزه خطوط هوایی بزرگ با هواپیماهای جت استفاده می‌کنند. با قیمت بالای سوخت جت و تأکید بر راندمان موتور/ بدنه برای کاهش انتشار گازهای گلخانه ای، علاقه مجددی به مفهوم propfan برای هواپیماهای مسافربری وجود دارد که ممکن است فراتر از بوئینگ ۷۸۷ و ایرباس A350 XWB بهره برداری شوند. به عنوان مثال، ایرباس طرح‌های هواپیما با دو پروفن ضد چرخش در عقب را به ثبت رسانده‌است. ناسا یک پروژه پیشرفته توربوپراپ (ATP) را انجام داده‌است که در آن روی پروفن گام متغیری که نویز کمتری تولید می‌کند و سرعت بالایی می‌برد، تحقیق کرده‌است.

#### هواپیماهای کوچک

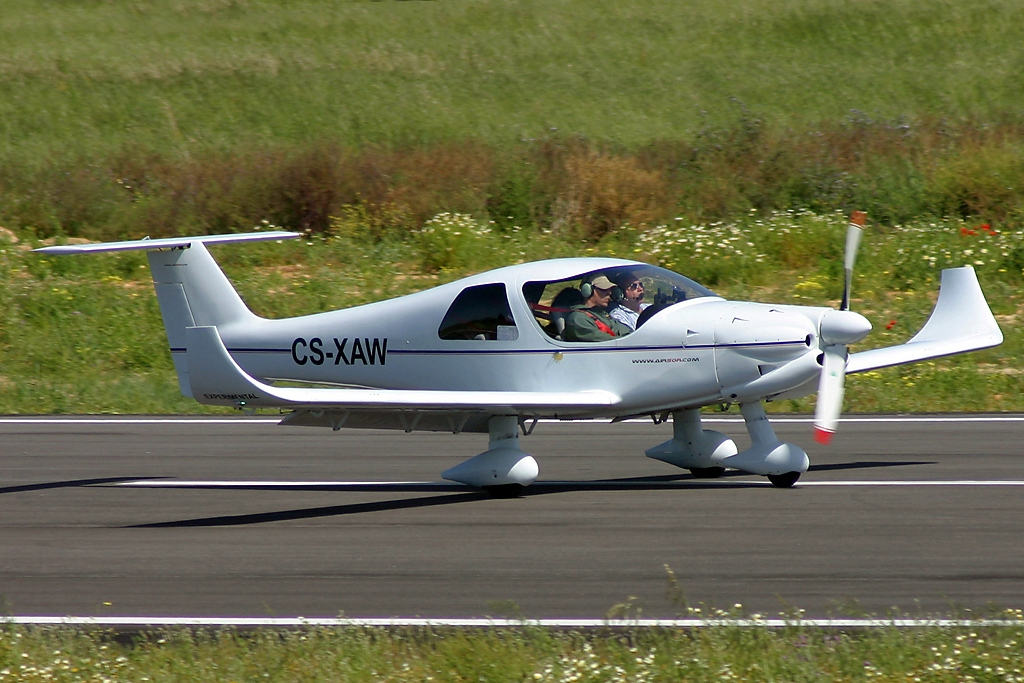
هواپیمای Dyn'Aéro MCR4S

- در صورت وجود جریان‌های هوای گرم و بادهای موافق، موتورگلایدرها می‌توانند به مصرف سوخت بسیار پایینی برای پروازهای بین شهری برسند.
- در سرعت ۱۶۰ کیلومتر بر ساعت، یک موتور گلایدر دیزلی دو نفره حدود ۶ لیتر سوخت در ساعت می‌سوزاند که یعنی ۱٫۹ لیتر در هر ۱۰۰ کیلومتر-مسافر خواهد بود.[۸۷]
- در سرعت ۲۲۰ کیلومتر بر ساعت، یک موتور گلایدر چهار نفره ۱۰۰ اسب بخاری مدل MCR-4، در هر ساعت ۲۰ لیتر گاز می‌سوزاند که معادل سوزاندن ۲٫۲ لیتر گاز در هر ۱۰۰ کیلومتر-مسافر است.
- یک پیپیسترل سینوس (Pipistrel Sinus) در پرواز مداوم با سرعت ۲۲۵ کیلومتر بر ساعت، ۱۱ لیتر سوخت در هر ساعت پرواز می‌سوزاند که با دو سرنشین، ۲٫۴ لیتر در هر ۱۰۰ کیلومتر-مسافر مصرف می‌کند.
- هواپیمای فوق سبک Tecnam P92 Echo Classic با سرعت کروز ۱۸۵ کیلومتر در ساعت، در هر ساعت پرواز ۱۷ لیتر سوخت می‌سوزاند که با دو مسافر، ۴٫۶ لیتر سوخت در هر ۱۰۰ کیلومتر-مسافر خواهد بود.[۸۸] سایر هواپیماهای فوق سبک مدرن کارایی را افزایش داده‌اند. هواپیمای Tecnam P2002 Sierra RG با سرعت کروز ۲۳۷ کیلومتر در ساعت، در هر ساعت پرواز ۱۷ لیتر سوخت می‌سوزاند که با دو نفر مسافر، در هر ۱۰۰ کیلومتر-مسافر ۳٫۶ لیتر سوخت نیاز دارد.[۸۹]
- پروازهای دو نفره و چهار نفره با سرعت ۲۵۰ کیلومتر در ساعت، با موتورهای نسل قدیم می‌تواند در هر ساعت پرواز بین ۲۵ تا ۴۰ لیتر سوخت بسوزانند که معادل ۳ تا ۵ لیتر در هر ۱۰۰ کیلومتر-مسافر است.
- هلیکوپتر توربین دوقلوی سیکورسکی اس-۷۶ حدود ۱٫۶۵ مایل بر گالون آمریکایی (۱۴۳ لیتر بر ۱۰۰ کیلومتر؛ ۱٫۹۸ مایل بر گالون بریتانیایی) سوخت می‌گیرد که این در سرعت ۱۴۰ گره (۲۶۰ کیلومتر بر ساعت؛ ۱۶۰ مایل بر ساعت) و ۱۲ نفر را با حدود ۱۹٫۸ مایل-مسافر در هر گالن (۱۱٫۹ لیتر در هر ۱۰۰ کیلومتر مسافر) حمل می‌کند.

## وسایل حمل و نقل آبی

### کشتی‌ها

#### ملکه الیزابت

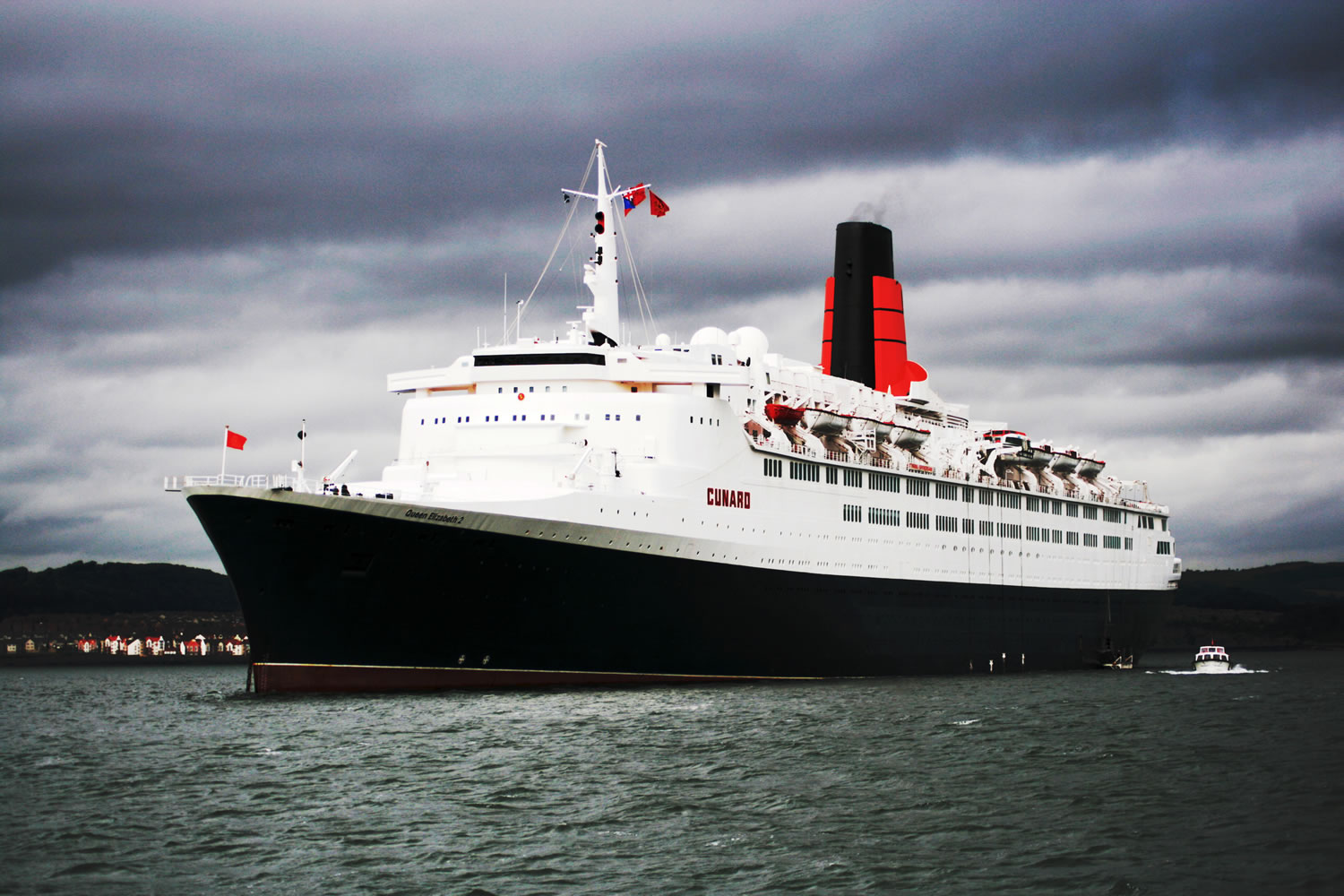
ملکه الیزابت ۲

کانارد اظهار داشت که ملکه الیزابت ۲ به ازای هر گالن دیزل بریتانیایی، ۴۹٫۵ فوت پیموده‌است که ۳٫۳۲ متر در لیتر است در زمانی که ظرفیت مسافر آن ۱۷۷۷ بوده‌است. بنابراین با حمل ۱۷۷۷ مسافر می‌توانیم راندمان ۱۶٫۷ مایل-مسافر در هر گالن بریتانیایی (۱۶٫۹ لیتر در ۱۰۰ کیلومتر-مسافر) را محاسبه کنیم.

#### کشتی‌های کروز
کشتی MS Oasis of the Seas ظرفیتی برابر ۶۲۹۶ مسافر دارد و بازدهی آن ۱۴٫۴ مسافر-مایل در هر گالن آمریکا دارد. ظرفیت کشتی‌های Voyager-class Cruise برابر ۳۱۱۴ نفر استبازده سوخت آن ۱۲٫۸ مسافر-مایل در هر گالن آمریکا است.

#### اما مرسک
اما مرسک از کشتی Wärtsilä-Sulzer RTA96-C استفاده می‌کند که ۱۶۳ گرم بر کیلووات ساعت مصرف می‌کند. اگر این کشتی ۱۳۰۰۰ کانتینر حمل کند، هر یک کیلوگر سوخت، یک کانتینر را به مدت یک ساعت به مسافت ۴۵ کیلومتری حمل می‌کند. این کشتی مسیر تانجونگ سنگاپور تا روتردام هلند را در ۱۸ روز (از تانجونگ تا سوئز ۱۱ روز و از سوئز تا روتردام ۷ روز) طی می‌کند، که تقریباً ۴۳۰ ساعت است و ۸۰ مگاوات+۳۰ مگاوات انرژی مصرف می‌کند. سرعت متوسط آن ۲۵ گره (۴۶ کیلومتر بر ساعت) و کل مسافت ۱۰٬۸۰۰ مایل دریایی (۲۰٬۰۰۰ کیلومتر) است.
با فرض این که اما مرسک گازوئیل مصرف می‌کند، یک کیلوگرم سوخت (معادل ۱٫۲۰۲ لیتر)، معادل ۴۶۵۲۵ کیلوژول خواهد بود. با فرض وزن ۱۴ تن استاندارد در هر کانتینر، بازده آن ۷۴ کیلوژول در هر تن-کیلومتر با سرعت ۴۵ کیلومتر در ساعت (۲۴ گره) خواهد بود.

#### قایق‌ها
یک قایق بادبانی، بسیار شبیه یک ماشین خورشیدی است که می‌تواند بدون مصرف سوخت حرکت کند. یک قایق بادبانی مانند یک دینگی که فقط از نیروی باد استفاده می‌کند، به هیچ انرژی ورودی از جنس سوخت نیاز ندارد. با این حال خدمه برای هدایت قایق و تنظیم بادبان‌ها در مسیر تردد، به مقداری انرژی بدنی نیاز دارند. علاوه بر این به انرژی برای نیازهای دیگری غیر از نیروی محرکه، مانند پخت و پز، گرمایش یا روشنایی نیاز خواهد بود. راندمان سوخت یک قایق تک نفره به شدت به اندازه موتور، سرعت حرکت و جابجایی آن بستگی دارد. با یک مسافر، بازده انرژی معادل، کمتر از ماشین، قطار یا هواپیما خواهد بود.

## مقایسه حمل و نقل بین‌المللی

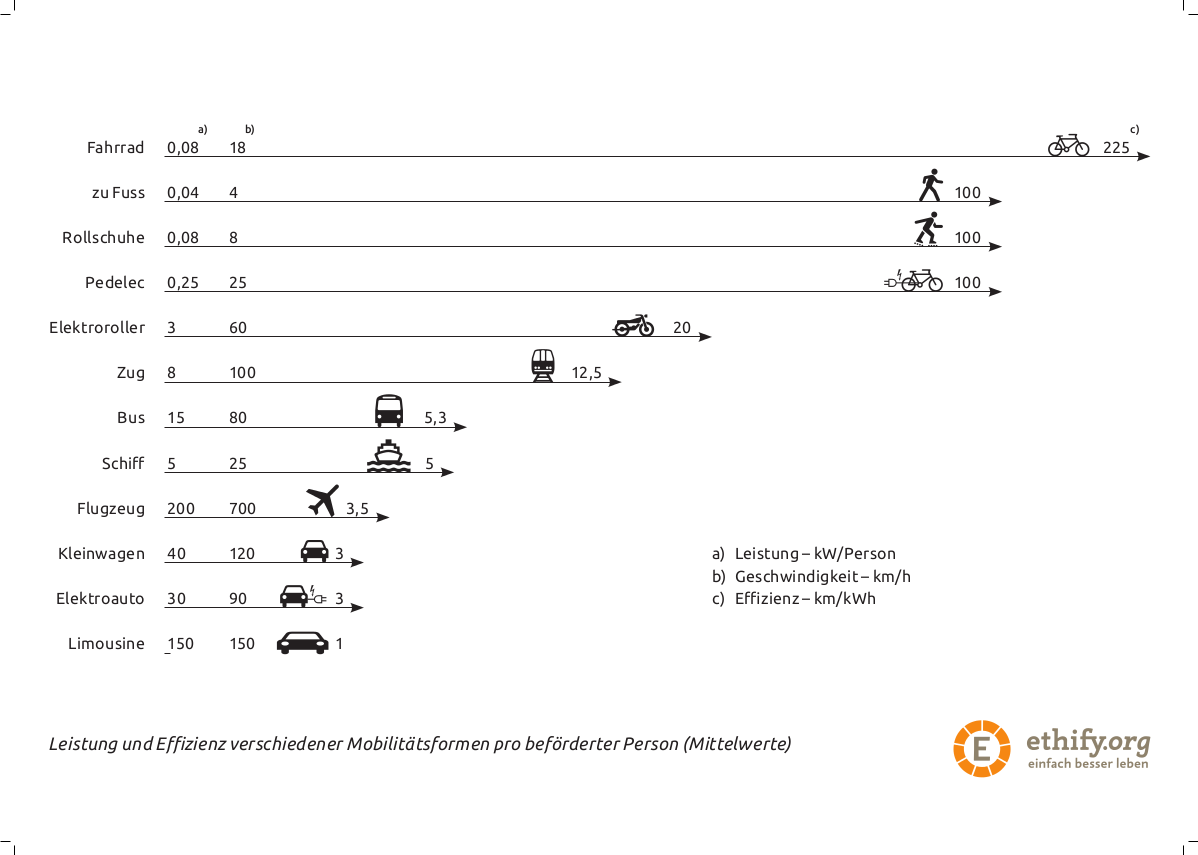

### حمل و نقل عمومی اروپا
ریل و اتوبوس عموماً ملزم به ارائه خدمات «خارج از ساعات پیک» و خدمات در مناطق روستایی هستند که طبیعتاً بار کمتری نسبت به مسیرهای اتوبوس شهری و خطوط قطار بین شهری دارند.
به‌علاوه، به‌دلیل وجود بلیت‌های «مسافر ایستاده»، تطبیق تقاضای روزانه و تعداد مسافران بسیار دشوارتر است. در نتیجه، ضریب بار کلی در راه‌آهن بریتانیا ۳۵٪ یا ۹۰ نفر در هر قطار است.
برعکس حمل و نقل زمینی، خدمات خطوط هوایی عموماً بر روی شبکه‌های نقطه به نقطه، بین مراکز بزرگ جمعیتی کار می‌کنند و ماهیت «رزرو» دارند. با استفاده از مدیریت عملکرد، می‌توان بازدهی را به حدود ۷۰–۹۰٪ افزایش داد. اپراتورهای قطارهای بین شهری نیز شروع به استفاده از تکنیک‌های مشابه کرده‌اند، به طوری که برای بارها معمولاً به ۷۱٪ برای خدمات TGV در فرانسه و به همین حدود برای خدمات گروه ویرجین ریل بریتانیا می‌رسد.
در مورد انتشار گازهای گلخانه ای، بایستی منبع تولید برق مورد نیاز نیز در نظر گرفته شود.

### حمل و نقل مسافر در ایالات متحده
کتاب داده انرژی حمل و نقل ایالات متحده، ارقام زیر را برای حمل و نقل مسافر در سال ۲۰۱۸ بیان می‌کند. این‌ها بر اساس مصرف واقعی انرژی، با هر میزان اشغال صندلی است. برای حالت‌های استفاده از برق، تلفات آن در روند تولید و توزیع برق گنجانده شده‌است. ارزش آنها به دلیل تفاوت در انواع خدمات، مسیرها و غیره به‌طور مستقیم قابل مقایسه نیستند.
| نوع حمل و نقل               | متوسط تعداد مسافر در هر وسیله | انرژی مصرفی بر حسب BTU برای هر مسافر-مایل | انرژی مصرفی بر حسب MJ برای هر مسافر-کیلومتر |
| --------------------------- | ----------------------------- | ----------------------------------------- | ------------------------------------------- |
| ریلی بین شهری (سبک و سنگین) | ۲۳٫۵                          | ۱٬۸۱۳                                     | ۱٫۱۸۹                                       |
| ریلی داخل شهری              | ۲۳٫۳                          | ۱٬۹۶۳                                     | ۱٫۲۸۷                                       |
| موتور سیکلت                 | ۱٫۲                           | ۲٬۳۶۹                                     | ۱٫۵۵۳                                       |
| هوایی                       | ۱۱۸٫۷                         | ۲٬۳۴۱                                     | ۱٫۵۳۵                                       |
| ریلی خارج شهری              | ۳۳٫۶                          | ۲٬۳۹۸                                     | ۱٫۵۷۲                                       |
| خودرو                       | ۱٫۵                           | ۲٬۸۴۷                                     | ۱٫۸۶۶                                       |
| وانت شخصی                   | ۱٫۸                           | ۳٬۲۷۶                                     | ۲٫۱۴۸                                       |
| اتوبوس بین شهری             | ۷٫۷                           | ۴٬۵۷۸                                     | ۳٫۰۰۱                                       |
| حمل و نقل پاسخگو            | ۱٫۱                           | ۱۴٬۶۶۰                                    | ۹٫۶۱                                        |

### حمل و نقل باری در ایالات متحده
کتاب انرژی حمل و نقل ایالات متحده ارقام زیر را برای حمل و نقل بار در سال ۲۰۱۰ بیان می‌کند:
| نوع حمل و نقل         | مصرف سوخت                             | مصرف سوخت                         |
| نوع حمل و نقل         | مصرف بر حسب BTU برای هر تن کوتاه-مایل | مصرف بر حسب kJ برای هر تن-کیلومتر |
| --------------------- | ------------------------------------- | --------------------------------- |
| Domestic waterborne   | ۲۱۷                                   | ۱۶۰                               |
| Class 1 railroads     | ۲۸۹                                   | ۲۰۹                               |
| Heavy trucks          | ۳٬۳۵۷                                 | ۲٬۴۲۶                             |
| Air freight (approx.) | ۹٬۶۰۰                                 | ۶٬۹۰۰                             |

از سال ۱۹۶۰ تا ۲۰۱۰، راندمان حمل و نقل هوایی ۷۵ درصد افزایش یافته‌است، که سهم بیشتر به دلیل موتورهای جت کارآمدتر می‌باشد.
یک گالن آمریکایی سوخت (۳٫۷۸۵ لیتر) می‌تواند یک محموله یک تنی را به اندازه مسافت ۸۵۷ کیلومتر توسط بارج، ۳۳۷ کیلومتر توسط راه‌آهن یا ۹۸ کیلومتر با کامیون حمل کند.